# Super Concert ’70
Das Super Concert ’70 war ein eintägiges Rockfestival, das am 4. September 1970 in Berlin stattfand. Wegen schlechten Wetters wurde das auf der Waldbühne geplante Festival in die Deutschlandhalle verlegt. Veranstalter waren Lippmann und Rau in Zusammenarbeit mit dem Magazin Stern.
Es traten auf:
- Birth Control
- Procol Harum
- Canned Heat
- Ten Years After
- Jimi Hendrix mit seiner Cry of Love Band[3][6]

## Trivia
- Die Bands Cat Mother und Cold Blood waren angekündigt, traten jedoch nicht auf.[1][2]
- Jimi Hendrix gab sein zweitletztes Konzert vor seinem Tod am 18. September 1970.[1][5]
- Am Tag vor dem Konzert war Alan Wilson von Canned Heat gestorben.[1][5]